# Eremus longicauda
Eremus longicauda is een rechtvleugelig insect uit de familie Gryllacrididae. De wetenschappelijke naam van deze soort is voor het eerst geldig gepubliceerd in 1893 door Pictet & Saussure.